# ديفيد أوتيرو
ديفيد أوتيرو (بالإسبانية: David Otero)‏ هو مغني وعازف قيثارة إسباني، ولد في 17 أبريل 1980 في مدريد في إسبانيا.

## وصلات خارجية
- ديفيد أوتيرو على موقع IMDb (الإنجليزية)
- ديفيد أوتيرو على موقع ديسكوغز (الإنجليزية)
- ديفيد أوتيرو على موقع قاعدة بيانات الفيلم (الإنجليزية)